# Autolavaggio
L'autolavaggio è un impianto utilizzato per pulire l'esterno e, in alcuni casi, l'interno dei veicoli a motore. L'impianto può essere self-service, completamente automatizzato o attrezzato con personale per il lavaggio del veicolo. Il termine può essere utilizzato anche per indicare in generale le attività di lavaggio dei veicoli, anche manuali, presso officine e stazioni di servizio.

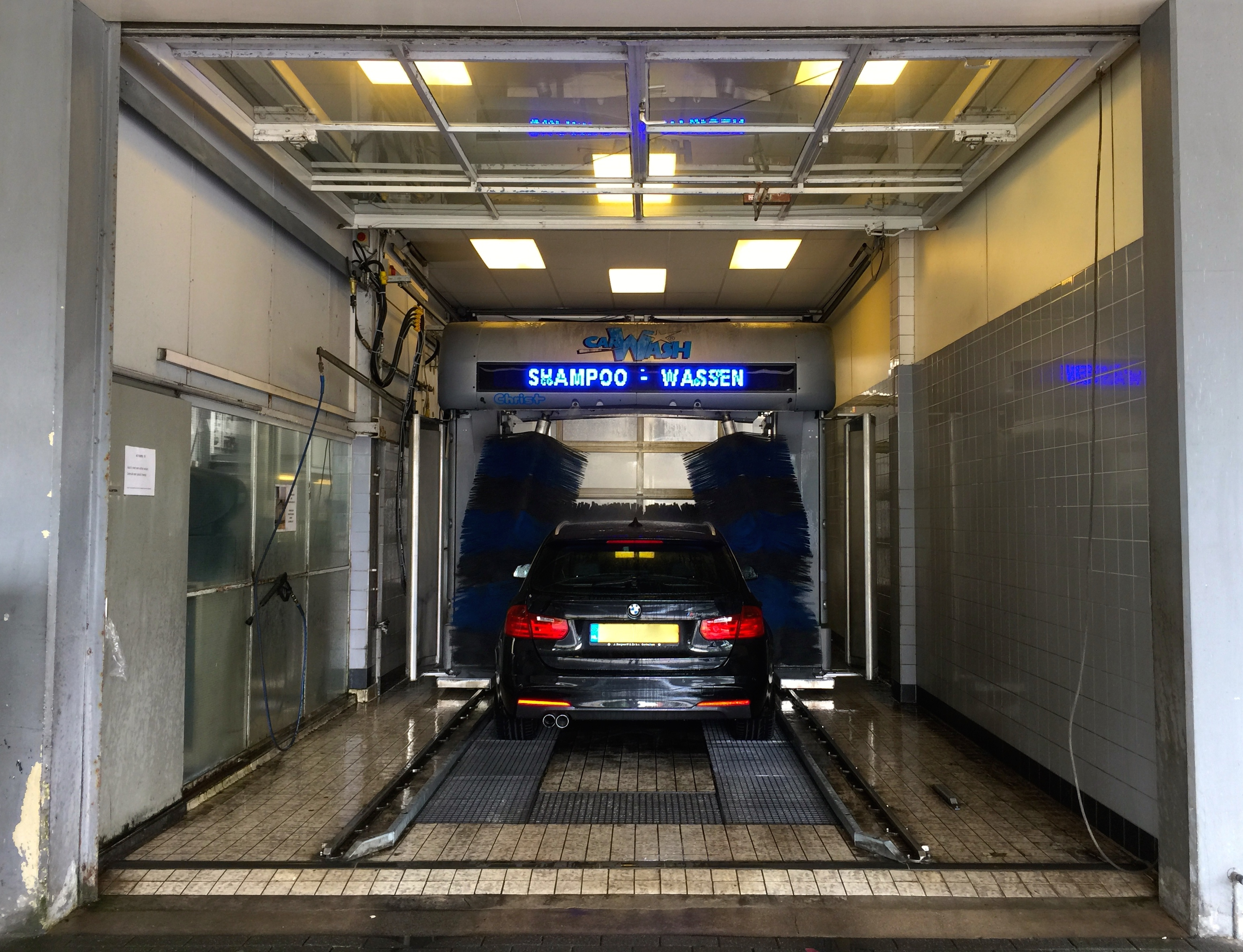
Autolavaggio coperto con base mobile e spazzole rotanti elettriche in funzione durante il lavaggio di un'autovettura

## Storia
Fin dagli anni 1910, con lo sviluppo delle prime stazioni di servizio statunitensi, il lavaggio auto era uno dei servizi più apprezzati dagli automobilisti.
Quello che è considerato da molti come il primo autolavaggio della storia fu realizzato a Detroit nel 1914; era caratterizzato da un tunnel simile ad una catena di montaggio, con diversi addetti che svolgevano le varie mansioni di pulitura.

Le operazioni, ovviamente, erano svolte tutte manualmente, sia per quanto riguardava l'effettivo lavaggio delle vetture che la loro asciugatura. Tra la fine degli anni '20 e il decennio successivo, si svilupparono negli USA dei "corridoi" di cemento, nei quali un tapis roulant faceva scorrere le automobili attraverso dei getti d'acqua a pressione azionati dall'inserviente. Al termine dei vari passaggi, dei getti d'aria calda facilitavano l'asciugatura.

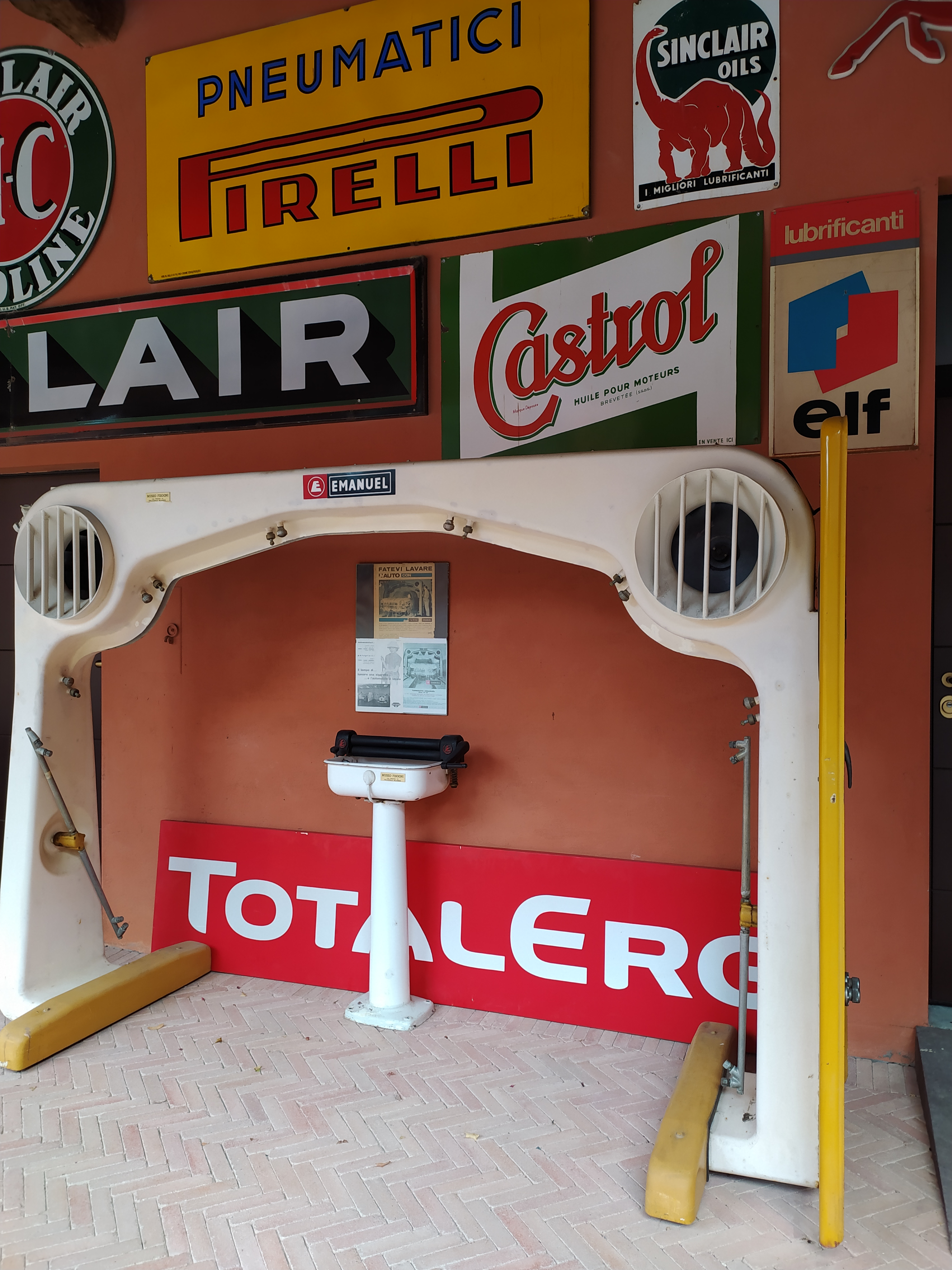
Un autolavaggio degli anni '50, senza spazzole e dotato di getti per acqua, sapone e aria calda, conservato al Museo Fisogni

Negli anni 1930 degli analoghi "tunnel" di lavaggio si diffusero anche in Europa; in Italia la casa torinese Emanuel introdusse degli innovativi getti d'acqua mobili, all'interno di un macchinario che, con l'utilizzo di catene, muoveva automaticamente le automobili attraverso le varie fasi del lavaggio.
Anche il lavaggio manuale conobbe delle innovazioni, con lo sviluppo di appositi locali all'interno delle stazioni di servizio.
Negli anni '50 fecero la loro comparsa degli autolavaggi più compatti; ancora privi di spazzole, venivano mossi manualmente su binari e indirizzavano getti di acqua, aria e sapone sull'automobile, che veniva poi pulita manualmente.
Con l'introduzione delle spazzole, l'intero processo venne infine automatizzato in quasi tutte le sue parti.

## Composizione e funzionamento

### Versione con base mobile e spazzole rotanti
È composta da una base mobile adatta all'altezza e alla larghezza di determinati veicoli. Questa base monta tre o più spazzole rotanti elettriche a rullo di grosse dimensioni e due di piccole dimensioni, tutte composte da particolari setole. È composta inoltre da più spruzzatori che spruzzano getti d'acqua e detergenti per la pulizia e il risciacquo del veicolo e da due o più ventilatori per l'asciugatura totale sempre del veicolo. Il lavaggio completo e l'asciugatura totale del veicolo sono automatici. È dotato inoltre di un sistema di scarico delle acque in modo da non allagare la pista di sosta dei veicoli. Ne esistono due tipi: Quello all'aperto e quello al coperto.

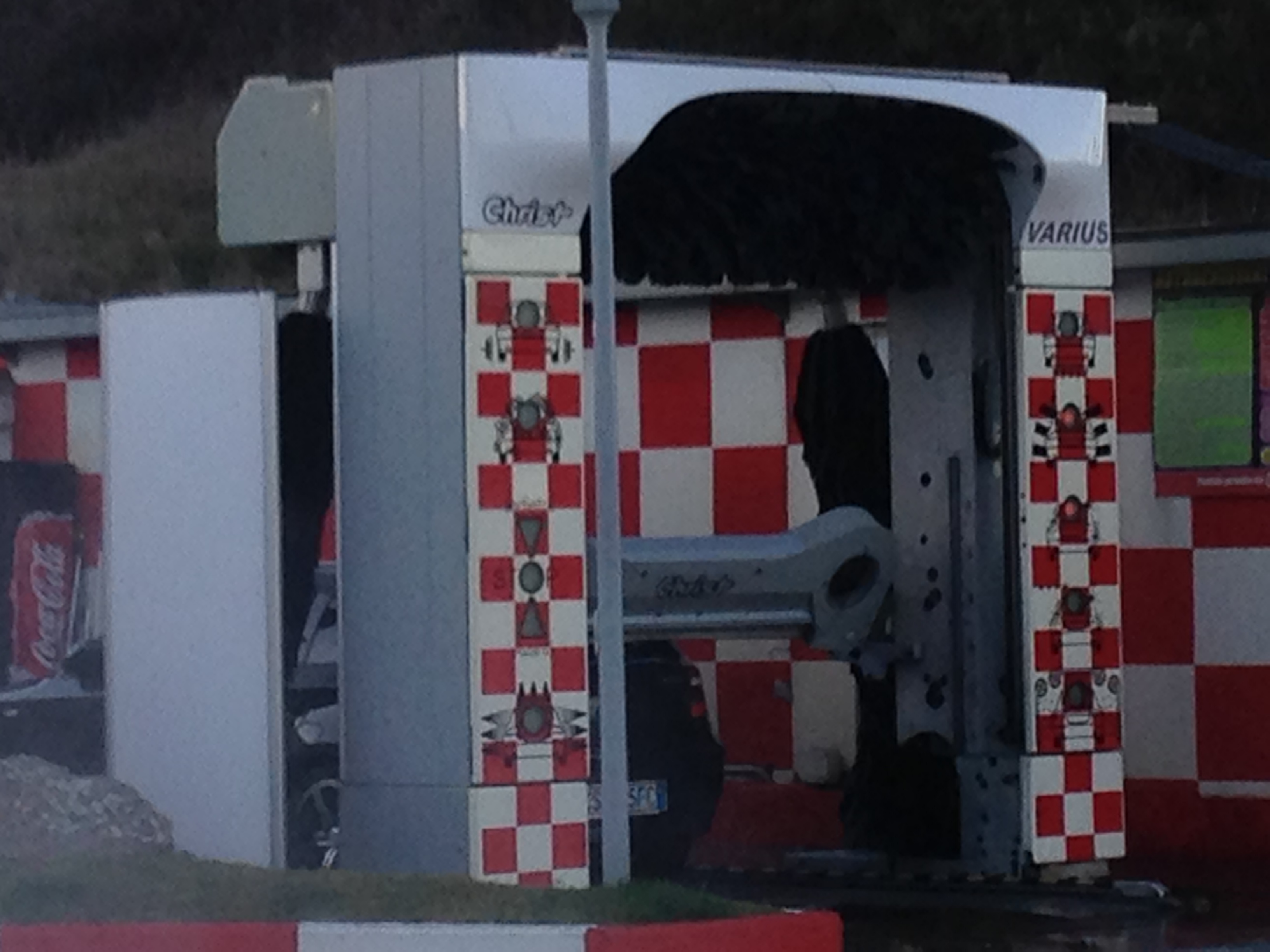
Autolavaggio all'aperto con base mobile, spazzole rotanti elettriche e ventilatori centrifughi con sistema di asciugatura a lama d'aria per l'asciugatura dei veicoli

### Versione con accessori

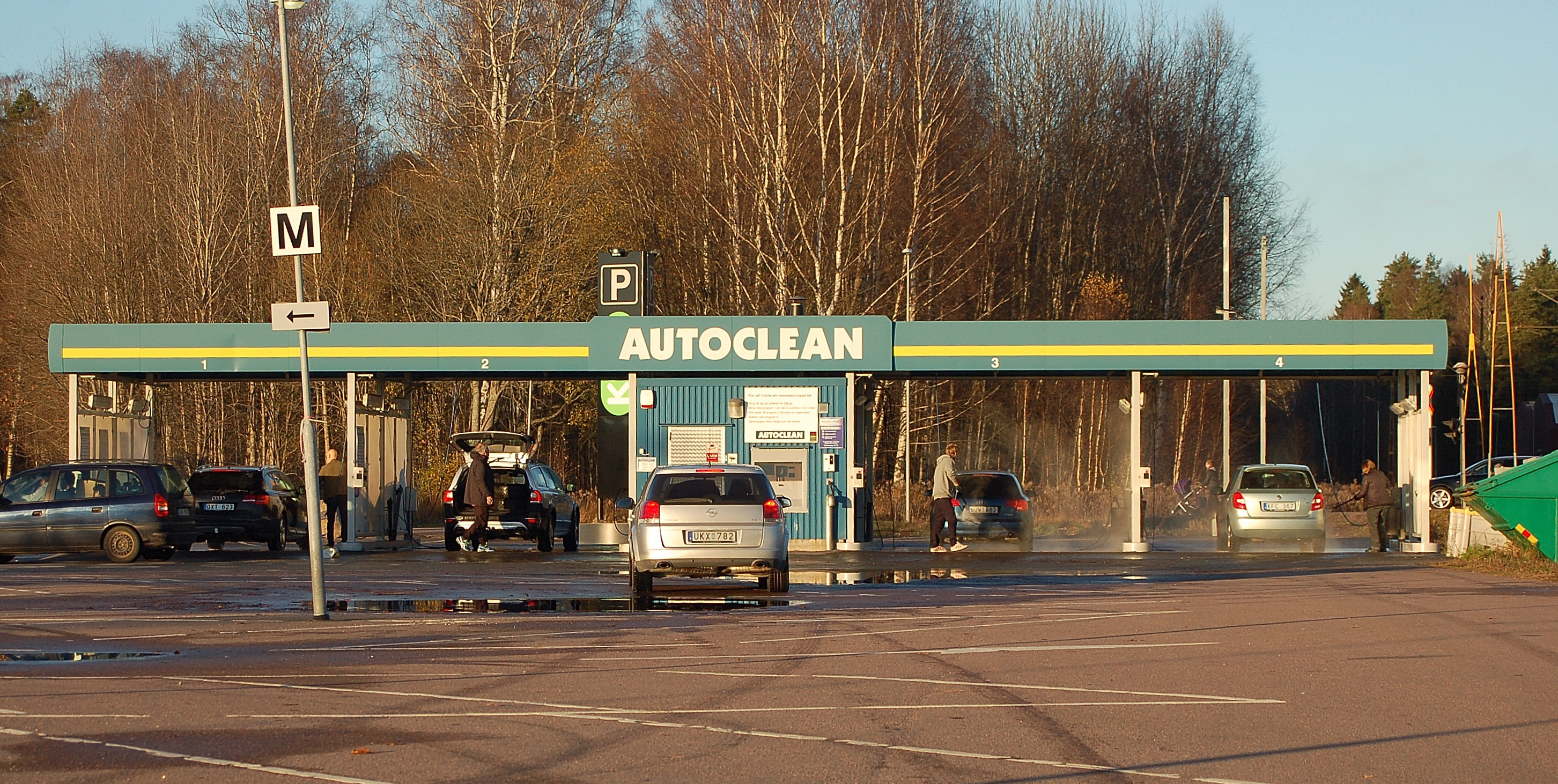
Autolavaggio self-service dotato di quattro piste di lavaggio e accessori vari e senza le spazzole rotanti ed i ventilatori per l'asciugatura dei veicoli

Le caratteristiche della base sono che in questo caso non è mobile ma è fissa e non ci sono le spazzole rotanti elettriche a rullo e i ventilatori per l'asciugatura, ma ci sono accessori vari prestabiliti come la lancia per il risciacquo del veicolo e per il lavaggio dei cerchi, spazzola per il detergente e così via che bisogna tenere in mano durante tutte le operazioni di lavaggio in quanto il lavaggio in questo caso è manuale. Anche in questo caso è dotato di un sistema di scarico delle acque in modo da non allagare la pista di sosta dei veicoli.

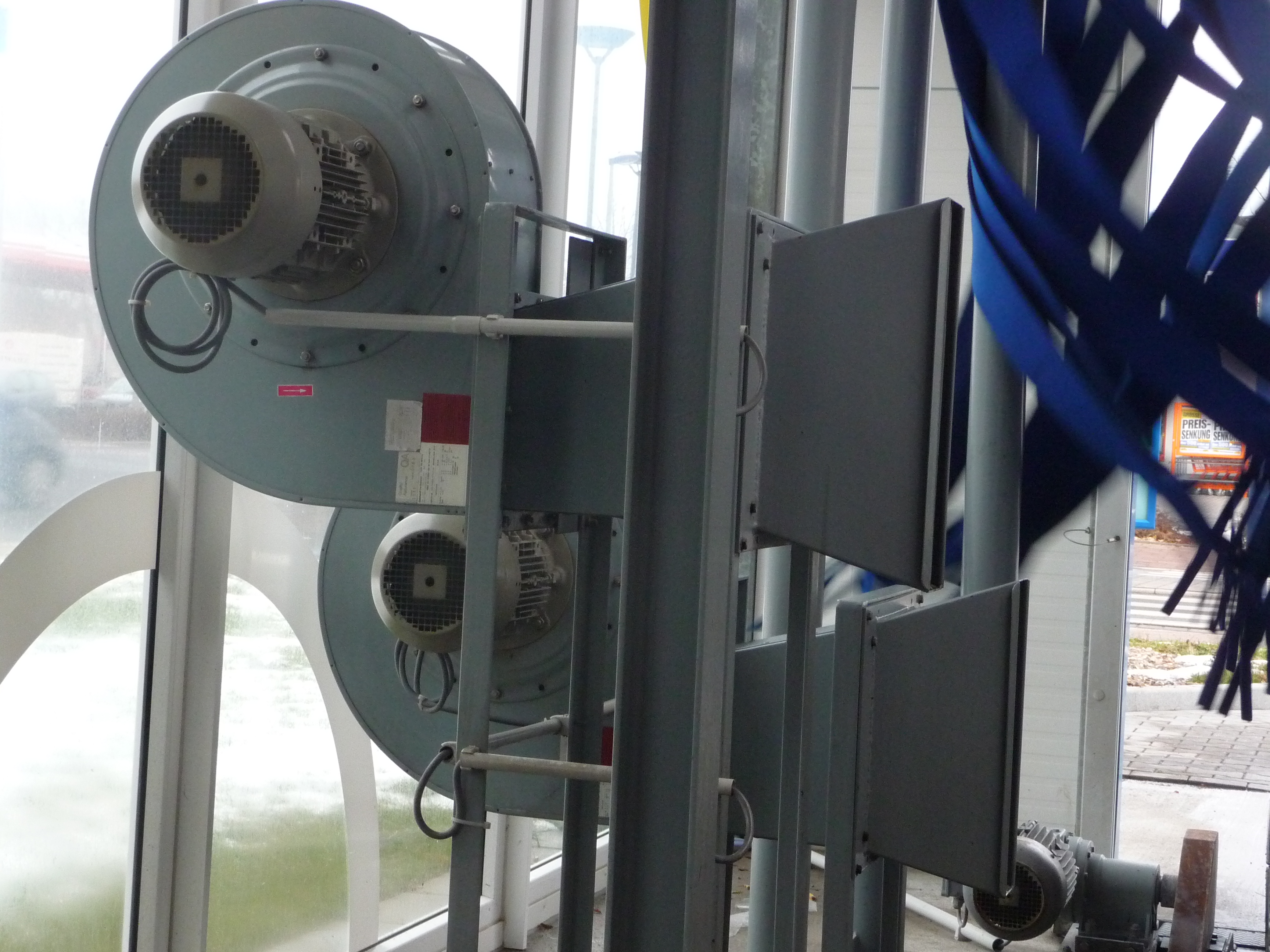
Ventilatori centrifughi per l'asciugatura dei veicoli installati in un autolavaggio con spazzole rotanti

### Pannello comandi, liquido risciacquo e detergenti
In entrambe le versioni, l'autolavaggio è comandato da un pannello comandi multifunzione che si attiva inserendo un gettone o una moneta prestabilita (0,50 €, 1 €, 2 €, ecc.) nei modelli self-service mentre in altri è il personale dell'impianto a comandare le funzioni dell'autolavaggio. Tutti i liquidi di risciacquo e i detergenti sono contenuti all'interno di una centralina. Da quest'ultima questi liquidi vengono erogati verso i vari accessori (direttamente ai veicoli nel caso degli autolavaggi con spazzole rotanti elettriche).

## Pulizia interna delle autovetture
Alcuni autolavaggi sono dotati anche di accessori per la pulizia interna delle autovetture come i battitappeti, gli aspirapolvere, i compressori d'aria, i profumi spruzzabili per auto e così via.

## Precauzioni

### Istruzioni di utilizzo
Per evitare danni a persone o cose, seguire sempre le istruzioni di utilizzo e di lavaggio e i divieti affissi dai proprietari di questi impianti di lavaggio su cartelli d'informazione riguardo all'utilizzo di questo sistema di lavaggio, in particolare per le persone inesperte o in presenza di persone diversamente abili, come ad esempio non passare sulla pista bagnata a ciclo di lavaggio ultimato per evitare cadute accidentali oppure stare lontani dalla lancia quando l'autista della vettura la sta usando per il risciacquo per evitare che altre persone presenti si facciano male.

### Spazzole rotanti
In certi casi le setole delle spazzole rotanti elettriche a rullo installate sugli autolavaggi automatici possono rovinare la carrozzeria e/o altre parti dei veicoli, specie se nuovi, causando graffi e raschiature. Scegliere perciò l'autolavaggio adatto per il lavaggio di tale veicolo.